# Peter Van Merksteijn
Peter Van Merksteijn, né le 10 juin 1956 à Hengelo, est un pilote automobile néerlandais. 
Il a remporté les 24 heures du Mans en catégorie LMP2 en 2008 au volant d'une Porsche RS Spyder engagée par sa propre structure, le Van Merksteijn Motorsport. Son écurie a également remporté le titre LMP2 en Le Mans Series, mais en raison de son absence lors des 1 000 kilomètres du Nürburgring (il participait ce même jour au Rallye d'Allemagne), il ne partage pas le titre des pilotes avec son coéquipier Jos Verstappen ancien pilote de F1.

## Autres
Résultats au Rallye Dakar
- 2009 : Abandon à la 9e étape (copilote belge Eddy Chevalier) sur BMW X3[1]
- 2013 : Abandon à la 3e étape (copilote belge Eddy Chevalier) sur Toyota Hilux à la suite d'une sortie de route avec tonneaux[2]
- 2014 : Abandon à la 3e étape (copilote belge Eddy Chevalier) sur Toyota Hilux, boite de vitesse cassée[3]
- 2018 : 8e sur Toyota Hilux (copilote polonais Maciej Marton)[4]
- 2020 : Abandon à la 9e étape (copilote britannique Michael Orr) sur Toyota Hilux, perte de roue après un saut[5]